# Marian Shockley
Pour l’article homonyme, voir Shockley.
Marian Shockley, - aussi appelée Marian Shockley Collyer -, (10 octobre 1911 - 14 décembre 1981), est une actrice de cinéma américaine durant les années 1930. Promue une des starlettes WAMPAS Baby Stars de la saison 1932, elle fait carrière dans les films de Série B et devient durant les années 1940, un des personnages de la série radiophonique devenue célèbre, Les Aventures d'Ellery Queen.

## Biographie
Née à Kansas City au Missouri, de Percy Ambrose Shockley, avocat de profession et de Lottie Laura Metier, 'Marian Shockley', diplômée de l'Université du Missouri dont elle sort major, se dirige vers une carrière de professeure d'Histoire. Cependant ses expériences scéniques des pièces du Répertoire théâtral obtenues grâce aux membres de la Corporation du Théâtre, l’amènent à s’intéresser au jeu d'acteur,. Lors d'un séjour à Los Angeles, il lui est offert une audition aux Studios d'Hollywood de la Columbia. Elle peut revendiquer être la seule fille, dans l'histoire d'Hollywood, à être rentrer avec un pass de visite touristique et être ressortie des Studios avec un contrat d'actrice signé.
Elle commence à jouer des premiers rôles dans des films de sérié B, entre 1930 et 1934, période durant laquelle elle sera à l'affiche dans 19 films dont des westerns comme  Sweethearts On Parade (1930) avec Alice White, Near the Trails End avec Bob Steele, la série de court-métrage Heroes of the Flames aux côtés de Tim McCoy réalisée par Wallace Fox.
Elle est sélectionnée un des quinze meilleurs espoirs féminins de la "WAMPAS Baby Star" en 1932, avec Ginger Rogers et Gloria Stuart.
Mais, des quinze filles de la promotion de 1932, certaines feront carrière au cinéma avec succès, d'autres auront des succès d’estime avec une certaine notoriété à la fin de leurs carrières. Marian Shockley, appartenant à ce dernier groupe, continuera à auditionner, en vain, pour des films entre 1934 et 1942. 
Durant cette période, elle débute au théâtre à Broadway avec une pièce de George M. Cohan dans "Dear Old Darling" en 1935. En 1938, elle joue le rôle principal dans "'Censored", une pièce de Conrad Setter et de Max Marcin.
.

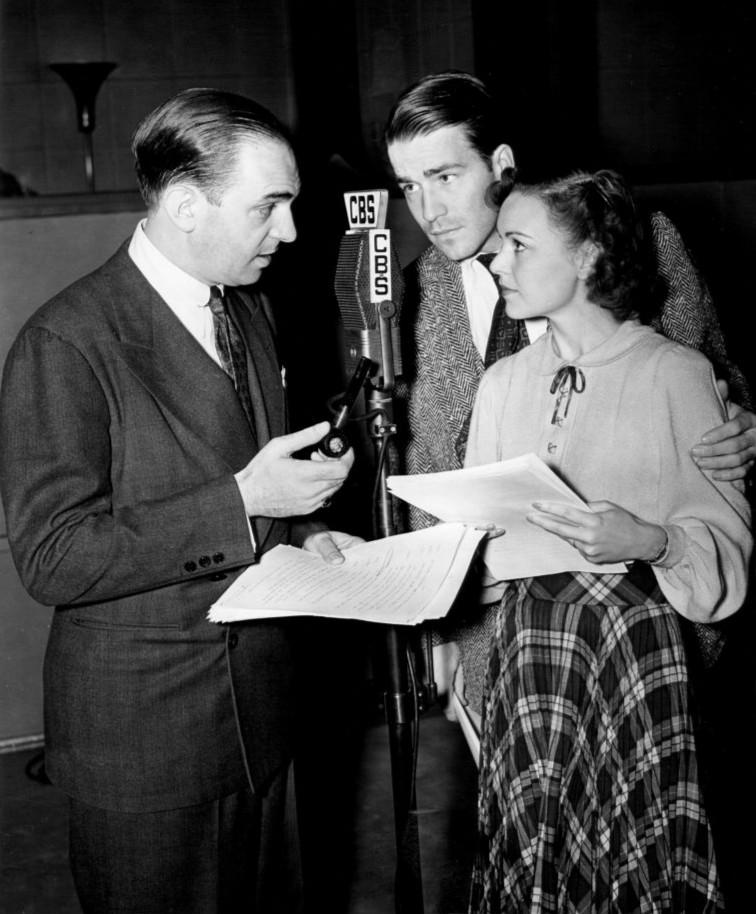
Marian Shockley avec Santos Ortega et Hugh Marlowe dans Les Aventures d'Ellery Queen.

Elle se tourne en 1939, vers la radio et les premiers sketchs qu'elle interprète sur CBS Radio sont un véritable succès. Très rapidement elle joue avec Chester Morris, dans une pièce dramatique radio diffusée. Puis, elle intègre la troupe de Phil Baker dans l"émission  "The Phil Baker Show", une comédie musicale radiodiffusée dans laquelle The Andrews Sisters se produisent.
George Zachary, le producteur et directeur de shows radiophoniques sur CBS Radio décide de monter la version radio de Les Aventures d'Ellery Queen. Soucieux de gagner un auditoire plus féminin, il crée le rôle de la secrétaire de l’enquêteur Ellery Queen que jouera Marian Shockley pendant cinq ans, de 1939 à 1944,.   
En 1943, elle joue un rôle mineur dans le film Stage Door Canteen.

## Vie personnelle
En 1934, elle épouse Gordon Barry Thomson dont elle divorce quelques années plus tard.
En 1939, elle se marie avec le directeur et producteur des programmes télévisuels George Zachary. 
En 1946, veuve depuis 1 an de George Zachary, elle se marie avec l'acteur Bud Collyer. Elle est la belle-sœur de June Collyer et de  son époux Stuart Erwin. En 1953, elle prend sa retraite de l'Industrie du cinéma. Son mari décède en 1969. Elle décède le 14 décembre 1981, à Los Angeles à l'âge de 70 ans, et est inhumée au cimetière de Putnam, aux côtés de son dernier mari, à Greenwich au Connecticut.

## Prestations artistiques[4]

### le cinéma
- 1943 :  Stage Door Canteen, de Frank Borzage
- 1934 :  Elinor Norton (en) d'Hamilton MacFadden
- 1933 :  Hollywood on Parade No. A-9 , dans son propre rôle, de Louis Lewyn
- 1933 :  Torchy's Loud Spooker, de Charles Chauncey Burr
- 1933 :  Torchy Turns Turtle, de Charles Chauncey Burr
- 1933 :  Torchy's Kitty Coup, de Charles Chauncey Burr
- 1932 :  Torchy Rolls His Own, de Charles Chauncey Burr
- 1932 :  Torchy's Busy Day, de Charles Chauncey Burr
- 1932 :  Torchy's Two Toots, de Charles Chauncey Burr
- 1932 :  Western Limited, de Christy Cabanne
- 1931 :  Near the Trail's End, dans Jane Rankin, de Wallace Fox
- 1931 :  Hello Napoleon, dans The Nurse, de Harry Edwards
- 1931 :  Heroes of the Flames, dans June Madison, de Robert Hill
- 1931 :  Open House, de Harry L. Fraser
- 1931 :  Parents Wanted, de Fred Guiol
- 1931 :  Disappearing Enemies, dans Hazel, de Fred Guiol
- 1931 :  The Lady Killer, de Albert H. Kelley
- 1930 :  Sweethearts on Parade, de Marshall Neilan
- 1930 :  College Cuties, de Harry L. Fraser
- 1930 :  The Laughback, de Fred Guiol
- 1930 :  Don't Give Up, de Fred Guiol
- 1930 :  The Freshman's Goat, de Albert H. Kelley

### Théâtre
- 1953 :  Censored, pièce de Conrad Setter et de Max Marcin
- 1952 :  Armstrong Circle Theatre, pièce
- 1936 :  Dear Old Darling, pièce de George M. Cohan
- 1934 :  Believe me, Mr. Xantippe
- 1934 :  Three Cornered Moon

### la télévision
- 1987 :  Hollywood the Golden Years: The RKO Story,
- 1953 :  The Other Wise Man, film TV
- 1952 :  Armstrong Circle Theatre , série TV
- 1950 :  The big story, série TV

### la radio
- 1946 :  Road of Life, avec son mari
- 1946 :  The Guiding Light, avec son mari
- 1945 :  The Adventures of the Falcon,
- 1940 :  Manhattan at Midnight,
- 1939 :  The Phil Baker Show,
- 1939 :  Abie Irish Rose,
- 1939 :  The Guiding Light,
- 1939 :  Aunt Jennie,
- 1939 :  Road of Life,
- 1939 :  My True Story,
- 1939 :  Les Aventures d'Ellery Queen